# Alain Blondel
Alain Blondel (ur. 7 grudnia 1962 w Le Petit-Quevilly) – francuski lekkoatleta, który specjalizował się w wielobojach.
Dwukrotnie – w 1988 oraz 1992 – startował w igrzyskach olimpijskich. Największy sukces w karierze odniósł w 1994 roku kiedy to w Helsinkach zdobył tytuł mistrza Europy. Brązowy medalista halowego czempionatu Starego Kontynentu (1994). Wielokrotnie stawał na podium pucharu Europy w wielobojach, zarówno w rywalizacji indywidualnej jak i drużynowej. Trzykrotny mistrz Francji. Rekordy życiowe: siedmiobój – 6087 pkt (3 marca 1991, Saragossa); dziesięciobój – 8453 pkt (13 sierpnia 1994, Helsinki).

## Osiągnięcia
| Rok  | Impreza                   | Miejsce   | Pozycja     | Wynik    |
| ---- | ------------------------- | --------- | ----------- | -------- |
| 1986 | Mistrzostwa Europy        | Stuttgart | 8. miejsce  | 8185 pkt |
| 1987 | Mistrzostwa świata        | Rzym      | 7. miejsce  | 8178 pkt |
| 1988 | Igrzyska olimpijskie      | Seul      | 6. miejsce  | 8268 pkt |
| 1990 | Mistrzostwa Europy        | Split     | 5. miejsce  | 8126 pkt |
| 1991 | Mistrzostwa świata        | Tokio     | 13. miejsce | 7848 pkt |
| 1992 | Igrzyska olimpijskie      | Barcelona | 15. miejsce | 8031 pkt |
| 1993 | Halowe mistrzostwa świata | Toronto   | –           | DNF      |
| 1993 | Mistrzostwa świata        | Stuttgart | 5. miejsce  | 8444 pkt |
| 1994 | Halowe mistrzostwa Europy | Paryż     | 3. miejsce  | 6084 pkt |
| 1994 | Mistrzostwa Europy        | Helsinki  | 1. miejsce  | 8453 pkt |
| 1995 | Mistrzostwa świata        | Göteborg  | –           | DNF      |